# Javi García
Francisco Javier García Fernández (Mula, 8 februari 1987) – alias Javi García – is een Spaans voetballer die doorgaans als verdedigende middenvelder speelt. Hij verruilde FK Zenit Sint-Petersburg in augustus 2017 voor Real Betis. Javi García debuteerde in 2012 in het Spaans voetbalelftal. Hij is een neef van Luis García Sanz.

## Clubvoetbal
Javi García kwam in 2001 bij de jeugd van Real madrid. Sinds het seizoen 2005/2006 speelt de middenvelder voor Real Madrid Castilla, het tweede elftal van de club. Javi García maakte zijn competitiedebuut in het eerste elftal op 28 november 2004 tegen UD Levante. In de 77e minuut kwam hij als vervanger van Albert Celades in het veld. Zijn eerste Europese wedstrijd volgde een jaar later op 6 december 2005 tegen Olympiakos Piraeus in de UEFA Champions League. Als invaller mocht Javi García de laatste negen minuten van de wedstrijd meespelen. In de voorbereiding op het seizoen 2006/2007 kwam de Spanjaard veelvuldig tot spelen bij het eerste elftal en een definitieve overstap naar de hoofdmacht leek aanstaande. Door de komst van Emerson en 
Mahamadou Diarra als nieuwe verdedigende middenvelders, verhinderde de doorbraak van Javi García echter. Vanwege geringe speelkansen voor het seizoen 2007/2008 vertrok hij in augustus 2007 naar Osasuna. Na deze periode kocht Real Madrid hem terug. Op 21 juli 2009 werd bekendgemaakt dat hij voor vijf seizoenen tekende bij SL Benfica. Op 31 augustus 2012, vlak voor het sluiten van de transferdeadline, haalde Manchester City Javi Garcia voor zo'n 20 miljoen euro binnen.

## Nationaal elftal
Javi García won in juli 2006 met het Spaans elftal het EK –19 in Polen, samen met onder andere zijn clubgenoten Antonio Adán, Esteban Granero, Alberto Bueno en Juan Manuel Mata. Bovendien was de middenvelder aanvoerder van La Furía Roja. Op het EK bereikte Spanje finale door in de groepsfase Turkije (5-3), Schotland (4-0) en Portugal (1-1) achter zich te houden en in de halve finale van Oostenrijk te winnen (5-0). In de finale werd met 2-1 gewonnen van Schotland door twee doelpunten van Bueno. Javi García maakte twee doelpunten op het toernooi, beide tegen Oostenrijk in de halve finale. In 2004 was Javi García al verliezend finalist op het EK –17. In 2007 nam hij deel aan het WK –20 in Canada.
Javi García debuteerde op 26 mei 2012 in het Spaans nationaal elftal, in een oefeninterland tegen Servië.

## Erelijst
| Competitie              |             |                           |             |             |
| Competitie              | Aantal      | Jaren                     |             |             |
| Real Madrid             | Real Madrid | Real Madrid               | Real Madrid | Real Madrid |
| ----------------------- | ----------- | ------------------------- | ----------- | ----------- |
| Supercopa               | 1x          | 2008                      |             |             |
| SL Benfica              |             |                           |             |             |
| Kampioen Primeira Liga  | 1x          | 2009/10                   |             |             |
| Taça da Liga            | 3x          | 2009/10, 2010/11, 2011/12 |             |             |
| Manchester City         |             |                           |             |             |
| Kampioen Premier League | 1x          | 2013/14                   |             |             |
| League Cup              | 1x          | 2013/14                   |             |             |
| Zenit Sint-Petersburg   |             |                           |             |             |
| Kampioen Premjer-Liga   | 1x          | 2014/15                   |             |             |
| Spanje -19              |             |                           |             |             |
| Europees kampioen -19   | 1x          | 2006                      |             |             |